# Bosumtwi
Bosumtwi, auch Bosomtwe genannt, ist ein See in der Ashanti Region im westafrikanischen Ghana, der in einem Meteoritenkrater liegt. Der See hat einen Durchmesser von acht Kilometern und eine Tiefe von ca. 80 Metern. Er ist abflusslos. Der Krater misst 10,5 Kilometer im Durchmesser. Sein Alter wurde mit 1,07 Millionen Jahren bestimmt. Er ist damit ein (an der Erdgeschichte gemessen) sehr junger Einschlagskrater.
Obwohl der See im Einzugsgebiet des Pra liegt, stellt er ein geschlossenes hydrologisches System dar.

## Geologie
Der Bosumtwi-Krater befindet sich in kristallinen Gesteinen des westafrikanischen Schildes (Birimian System, etwa zwei Milliarden Jahre alt). Die laminierten Sedimente des Sees stellen ein Klimaarchiv dar und wurden 2004 durch mehrere bis zu 540 Meter tiefe Forschungsbohrungen erfasst.

## Besonderheiten
Eine Besonderheit des Bosumtwi-Kraters ist das Auftreten von Tektiten (Impaktgläsern), die beim Einschlag des Meteoriten entstanden sind und bis zu 1000 Kilometer nach Westen (in die heutige Elfenbeinküste) geschleudert wurden. Tektite wurden weltweit bisher nur bei vier der über 170 Meteoritenkrater beobachtet. Aus Auftreten und Verteilung der Tektite lässt sich mit Hilfe von Simulationsstudien schließen, dass ein etwa 500 Meter großer Meteorit in einem Winkel von 30 bis 50 Grad mit einer Geschwindigkeit von mehr als 20 Kilometern pro Sekunde von Osten her einschlug.

## Fauna

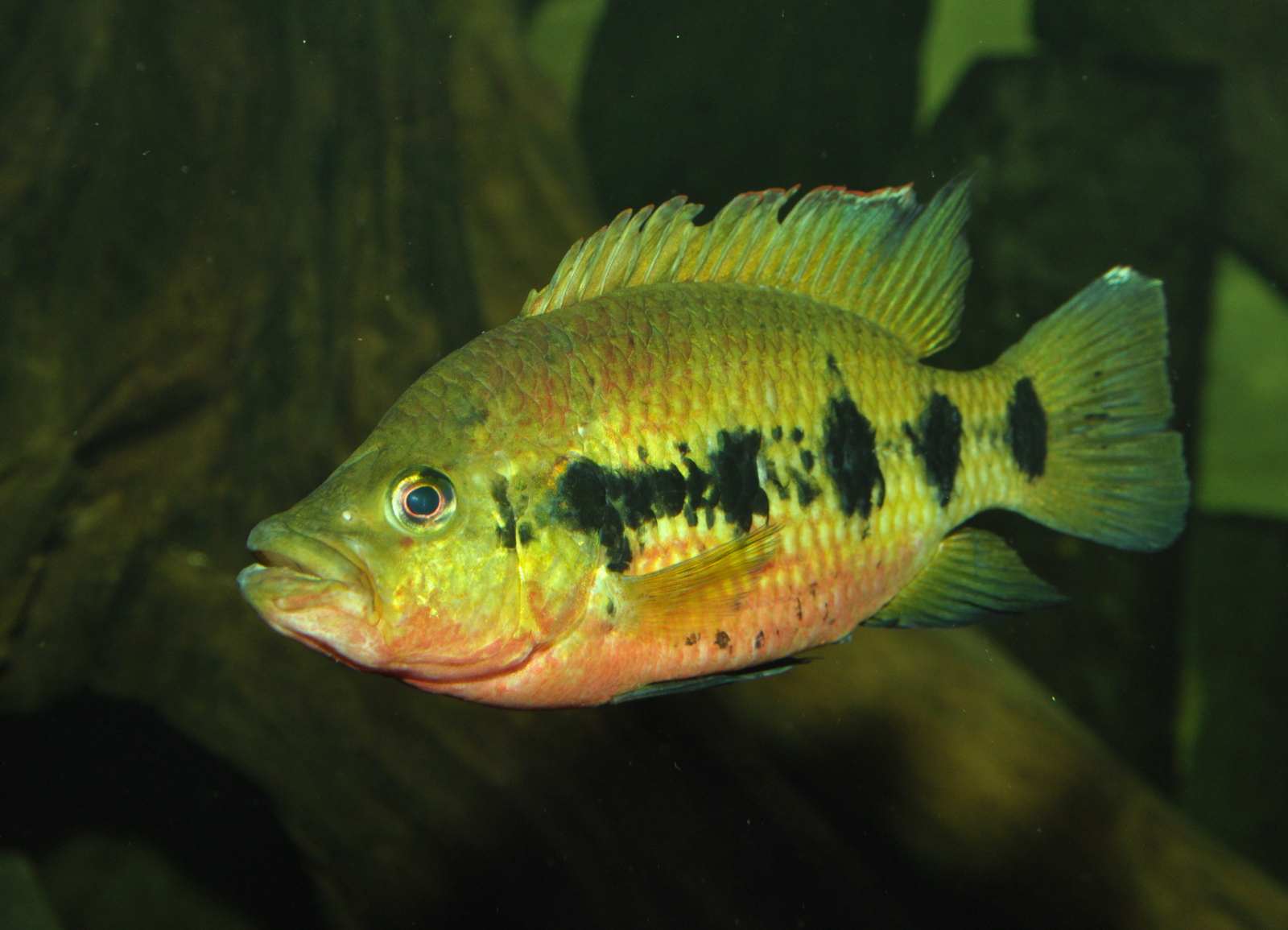
Hemichromis fasciatus

Im See leben elf Fischarten, darunter die Zahnkarpfen Roloffia petersii und Epiplatys chaperi, der Quappenwels Amphilius atesuensis und die Buntbarsche Coptodon discolor, Sarotherodon galilaeus multifasciatus, Hemichromis fasciatus, Chromidotilapia guentheri loennbergi und „Tilapia“ busumana. Die letzten zwei sind endemisch, leben also nur in diesem See und seinen Zuflüssen. Vom Menschen eingeführt wurde Oreochromis niloticus, heute die größte Fischart im See.

## Schreibweise
Während sich die Schreibweise „Bosumtwi“ (die ziemlich nahe an der korrekten Aussprache liegt; offenes o, scharfes s, offenes u, sehr offenes i (fast e), Betonung auf der zweiten Silbe) eingebürgert hat, ist u. a. laut ghanaischen Wissenschaftlern der Universität Kumasi „Bosomtwe“ die korrekte Schreibweise. Der Unterschied in der Schreibweise (aber nicht in der Aussprache) erklärt sich aus der Herkunft des Namens aus der Tonhöhensprache Twi.